# 中西部地域 (西オーストラリア州)

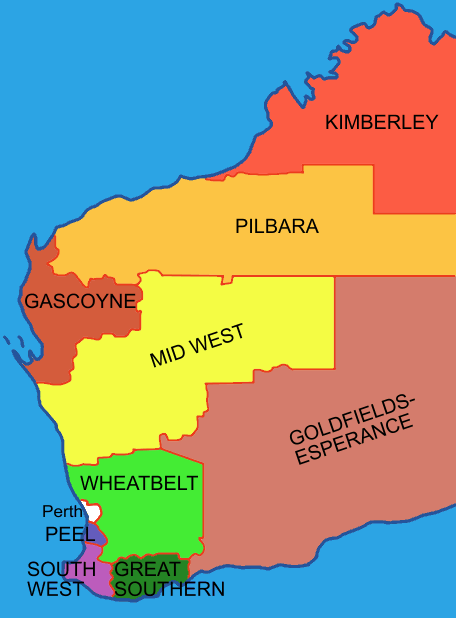
中部の黄色に塗られた部分が中西部地域

中西部地域(Mid West region)は、オーストラリア・西オーストラリア州を9つに分けた地域区分のうちの1つ。同州の中部西海岸に、南北約200kmの幅をもって内陸部へ約800km伸びる。北をガスコインとピルバラに、東から南東をゴールドフィールズ・エスペランスに接する。南西にはウィートベルト地域が存在し、西はインド洋に面する。面積472,336km²、人口約52000人。
中西部地域の経済活動は地理的・気候的要因により様々なものとなる。沿岸部では、年間降水量は400mmから500mmほどであり、農業生産を可能なものとしている。内陸部においては、年間降水量は250mm以下にとどまり、金、ニッケルなどの鉱物資源の採掘が中心となっている。またこの地域は西オーストラリア州における漁業の重要拠点として大きな価値を有している。

## 地方行政区分
中西部地域は、下記の地方自治体によって構成される。
- カーナマー
- チャップマンヴァレー
- クーロウ
- キュー
- ジェラルトン＝グリーナフ
- アーウィン
- ミーカサラ
- ミンゲニュー
- モラワ
- マウントマグネット
- マレワ
- マーチソン
- ノーサンプトン
- ペレンヨリ
- サンドストーン
- スリースプリングス
- ウィルナ
- ヤルグー